# ایشتوان بشتی
ایشتوان بشتی (مجاری: István Básti؛ زادهٔ ۱۹۴۴) بازیکن فوتبال اهل مجارستان بود.
وی در مسابقات کشوری و بین‌المللی در مجموع برندهٔ ۱ مدال طلا، ۱ مدال نقره شده‌است.